# Ариас, Хоакин
Хоаки́н А́риас (исп. Joaquín Arias; 12 ноября 1914, Куба — неизвестно) — кубинский футболист, полузащитник, участник чемпионата мира 1938 года.

## Карьера

### Клубная
Хоакин Ариас играл за кубинский клуб «Хувентуд Астуриана».

### В сборной
В составе сборной Кубы принял участие в чемпионате мира 1938 года, сыграл во всех матчах своей команды на турнире. Сборная Кубы выбыла в четвертьфинале.
| Матчи и голы Хоакина Ариаса за сборную Кубы на ЧМ-1938 | Матчи и голы Хоакина Ариаса за сборную Кубы на ЧМ-1938 | Матчи и голы Хоакина Ариаса за сборную Кубы на ЧМ-1938 | Матчи и голы Хоакина Ариаса за сборную Кубы на ЧМ-1938 | Матчи и голы Хоакина Ариаса за сборную Кубы на ЧМ-1938 | Матчи и голы Хоакина Ариаса за сборную Кубы на ЧМ-1938 |
| ------------------------------------------------------ | ------------------------------------------------------ | ------------------------------------------------------ | ------------------------------------------------------ | ------------------------------------------------------ | ------------------------------------------------------ |
| №                                                      | Дата                                                   | Место проведения                                       | Соперник                                               | Счёт                                                   | Голы                                                   |
| 1                                                      | 5 июня 1938                                            | Тулуза, Франция                                        | Румыния                                                | 3:3                                                    | -                                                      |
| 2                                                      | 9 июня 1938                                            | Тулуза, Франция                                        | Румыния                                                | 2:1                                                    | -                                                      |
| 3                                                      | 12 июня 1938                                           | Антиб, Франция                                         | Швеция                                                 | 0:8                                                    | -                                                      |

Итого: 3 матча / 0 голов; 1 победа, 1 ничья, 1 поражение.